# Динкелбир
Динкелбир (нем. Dinkelbier, от "dinkel" — спельта), также известное как пиво из спельты —  традиционное немецкое пиво в стиле эль, приготовленное на основе солода спельты, содержащее около 4,5% спирта.

## Характеристики
Спельта (Triticum spelta) — это вид древней пшеницы. Была основным продуктом питания в некоторых частях Ближнего Востока и Европы от Бронзового века до Средневековья.
Сегодня это старомодное пиво производят только несколько маленьких баварских пивоварен. Из-за высокого содержания белка (17% по сравнению с пшеницей, где содержание составляет от 12,5 до 14,5%, и пивоваренного ячменя с содержанием около на 10,5%), спельта в основном подходит для производства хлеба и хлебобулочных изделий и, в меньшей степени, для пивоварения. Зёрна должны отслаиваться, иначе пиво получается слишком грубым, поэтому в пивоварении содержание солода спельты редко превышает 50%. После ферментации, для того чтобы размягчить, пиво несколько месяцев хранят при низких температурах около точки замерзания. Так как пивная пена содержит в основном белки, при наливании образует густую пену. Содержание алкоголя обычно составляет около 4,5%.

## Производители
В Германии динкелбир производят пивоварни Brauerei Apostelbräu в Хауценберге, Brauereien Neumarkter Lammsbräu в Оберпфалце, Distelhäuser Brauerei в Nordbadenus Nordbaden, Riedenburger Brauhaus в Riedenburg, Brauerei Unertl в Мюлдорфе (последняя варит белый динкелбир).